# سفارة إستونيا في فرنسا
سفارة إستونيا في فرنسا هي أرفع تمثيل دبلوماسي لدولة إستونيا لدى فرنسا. تقع السفارة في باريس وهي تهدف لتعزيز المصالح الإستونية في فرنسا.

## وصلات خارجية
- الموقع الرسمي
- قائمة سفارات إستونيا
- قائمة السفارات في فرنسا